# Lasioglossum rubripes
Lasioglossum rubripes är en biart som först beskrevs av Johann Dietrich Alfken 1932.  Lasioglossum rubripes ingår i släktet smalbin, och familjen vägbin. Inga underarter finns listade i Catalogue of Life.